# Bransouze
Bransouze (německy Branzaus, Branitzlosen, česky do roku 1900 i Brancouze či Bransuze) jsou obec v okrese Třebíč v kraji Vysočina. Leží asi 10 km severozápadně od Třebíče. Žije zde 214 obyvatel.
Sousedními obcemi sídla jsou Číchov, Brtnice a Chlum.

## Název
Jméno vsi (původně Bransúdi) bylo odvozeno od osobního jména Bransúd a označovalo původně Bransúdovu rodinu. Nejstarší doklad nicméně zní Brančeves (zapsáno Branchewess) a je založen na jméně Branek, což byla domácká podoba jména Bransúd. Koncové -z je doloženo od počátku 15. století, převládlo v 16. století.

## Geografie
Bransouzemi ze západu na východ prochází silnice II/403 z Brtnice do Chlumu, ze severu na jih pak silnice z Dolního Smrčného do Číchova, od železniční zastávky pak západně vychází silnice pod Bransouzský vrch, kdy z ní pak vychází užitková silnice, která Bransouzský vrch obkružuje. Jižně ze silnice II/403 vychází užitková silnice do Radotína. Od železniční stanice vychází žlutá turistická stezka údolím Baráckého potoka, na druhou stranu pak vede ke koupališti, které už se nachází za hranicemi obce. Tam se kříží s červenou turistickou stezkou a cyklostezkou Jihlava–Třebíč–Raabs. Ze severu k jihu vede železniční trať Jihlava–Brno, v zastavěné části území obce se nachází zastávka Bransouze. 
Bransouze se nachází v údolí řeky Jihlavy, většina území obce je velmi kopcovitá, východní hranici území obce tvoří řeka Jihlava s velmi prudkým svahem. Směrem na západ pak vyrůstají kopce až k cca 550 metrům nad mořem. Značná část území obce je využívána zemědělsky, i kopcovité oblasti jsou zemědělsky využívané. Součástí polí jsou často zalesněné meze nebo remízky. Zalesněná je jižní část území obce a pak oblasti v údolích Baráckého a Radonínského potoka. Západně od zastavěného území obce se nachází průmyslový areál. 
Východní hranice území obce je tvořena řekou Jihlavou, do ní se vlévá několik nepojmenovaných potoků odvodňujících území Bransouz, z levého břehu se pak vlévá do Jihlavy další vodstvo z druhé strany údolí. Západně od území obce pramení Barácký potok, který pak teče dál na východ přes území Bransouz poměrně hlubokým údolím a vlévá se do Jihlavy na území obce, u Radonína pramení Radonínský potok, který pak teče dál na východ a jižně od zastavěného území Bransouz se vlévá do Jihlavy. 
Na jihozápadním okraji území se nachází kopec Bukovec (572 metrů), pak se tam nachází i svahy nad Jihlavou nebo nepojmenovaný vrchol s kótou 501 m. Západně od zastavěného území obce se pak nachází několik nepojmenovaných vrcholů s kótami 552, 550, 550, 525 a 515 metrů. Severozápadně od zastavěného území obce se nachází výrazný Bransouzský vrch a několik dalších nepojmenovaných vrcholů o výšce kolem 530 metrů nad mořem. Svahy nad Jihlavou směrem na západ se pohybují od 450 do 550 metrů nad mořem.
Bransouze se nachází na východním okraji území obce, těsně za hranicí se pak nachází koupaliště Bransouze, malá samota Chaloupky a o kousek jižně nad řekou Jihlavou se nachází také tvrz Bransouze. Na jižním okraji zastavěného území obce se nachází umělá tvrz vzniklá přestavbou z původního mlýna. V údolí Baráckého potoka se nachází několik domů mírně oddělených od hlavní části obce.

## Historie
První písemná zmínka o obci pochází z roku 1234.
Obec byla pravděpodobně postavena na počátku 13. století a byla součástí svrchovaného panství Přibyslavice. První zmínka o Branechewess se uvádí v roce 1234, kdy je markrabě Přemysl spolu s městem Brtnice a osmi dalšími obcemi daroval na žádost své matky Constance  klášteru Porta Coeli. V roce 1240 vyměnila abatyše obec daleko vzdálenou od klášterních majetků u Václava I. za přístupnější Pánov.
Ve 14. století došlo k rozdělení obce. Většina byla poskytnuta jako markraběcí léno různým majitelům. V roce 1334 byl Michal Sele z Bransud a ze Skal a podíl obce roku 1343 obdržel markrabě Karel Smil z Lichtenburka. Druhou část obdrželi bratři Radslav a Smil z Heraltic později jako zástavu. Poté, co oba zemřeli bez potomků, podal markrabě Johann Heinrich léno roku 1366 Petrovi Hechtovi z Rosic.
Další část měli páni z Heraltic. Tato část byla roku 1373 Janem z Heraltic ještě vícekrát rozdělena a jeho majitelé se později opakovaně střídali. Pan Sele na Bransud odpovídající části přešel pánům ze Sázavy po roku 1469. Jan ze Sázavy a Vranova prodal svou část 1494 Janovi z Heraltic.
Kromě toho, markrabě moravský stále držel malý podíl, který patřil ke zboží Brtnickému a byl ponechán na kanovníku chrámu svatého Petra v Brně.
Podíl Hechta z Rosic si rozdělilo od husitských válek mnoha vlastníků a roku 1466 bylo přiděleno Jiřím z Poděbrad Ulrichovi z Miličína jako léno.
Roku 1505 prodal Ulrich mladší z Miličína tuto část Zdenkovi a Burianovi z Valdštejna na Brtnici. Páni z Valdštejna koupil po smrti Jana Heraltice její část a tak měli dvě největší části Bransouz. V katastru 1530 obec se skládala z 20 majitelů. V roce 1579 poprvé byl používán název Bransouze. V té době patřil k majetku obce mlýn a vápenka. Po bitvě na Bílé hoře, zboží patřící k „Sádecké linii“ pána Zdenka z Valdštejna bylo zkonfiskováno a roku 1623 předsedovi Rady války, Ramboldovi XIII. panem Collato ze San Salvatore prodáno. Po roce 1630 Bransouze patřily hrabatům Collato. Držení od 1707 náleželo mladší větvi rodu Collato a od roku 1912 princi Collato.
V roce 1869 obec v okrese Třebíč měla 367 obyvatel a v roce 1921 měla 381 obyvatel. V roce 1871 obec byla propojena s železnicí Jihlava–Znojmo a tak byla připojena k železniční síti. Stanice byla pojmenována Bransouze-Přímělkov. Roku 1912 byl postaven most přes řeku Jihlavu, ten byl pak v roce 2023 rekonstruován, ale zůstal na původním mostním oblouku. V roce 1977 byl na levé straně řeky Jihlavy vystavěn bazén.
V roce 2021 měl být dokončen projekt muzea mlynářství v budovaném hrádku v areálu bývalého mlýna a jirchárny. V areálu od středověku působil panský mlýn, později jirchárna a po druhé světové válce vodní elektrárna s turbínou. Po roce 1948 byla továrna znárodněna, do prostorů továrny byla přesunuta menší výroba z podniku BOPO Třebíč a ta působila v areálu až do roku 1989. Posléze byl areál vrácen původním majitelům, ti pak prodali v roce 2001 objekty současnému majiteli Liborovi Cejpkovi. Ten sedm let rekonstruoval vodní elektrárnu a dalších šest let rekonstruoval další budovy v areálu. Muzeum však otevřeno nebylo a umělá tvrz působí jako místo pro svatby.
Do roku 1849 patřily Bransouze do brtnického panství, od roku 1850 patřil do okresu Jihlava, pak od roku 1855 do okresu Třebíč. Mezi lety 1980 a 1990 byla obec začleněna pod Přibyslavice, následně se obec osamostatnila.

## Obyvatelstvo
| Rok            | 1869 | 1880 | 1890 | 1900 | 1910 | 1921 | 1930 | 1950 | 1961 | 1970 | 1980 | 1991 | 2001 | 2011 | 2021 |
| -------------- | ---- | ---- | ---- | ---- | ---- | ---- | ---- | ---- | ---- | ---- | ---- | ---- | ---- | ---- | ---- |
| Počet obyvatel | 367  | 343  | 329  | 344  | 365  | 381  | 368  | 350  | 348  | 335  | 326  | 296  | 258  | 249  | 222  |
| Počet domů     | 58   | 67   | 62   | 65   | 64   | 67   | 77   | 83   | 78   | 84   | 80   | 91   | 86   | 95   | 92   |

## Obecní správa

### Obecní symboly
Znak a vlajka byly obci uděleny rozhodnutím předsedy Poslanecké sněmovny Parlamentu České republiky dne 15. dubna 2010.

## Politika

### Volby do Poslanecké sněmovny
|       | 2006                | 2010                | 2013                | 2017                | 2021                |
| ----- | ------------------- | ------------------- | ------------------- | ------------------- | ------------------- |
| 1.    | ČSSD (50,3 %)       | ČSSD (36,18 %)      | ČSSD (38,5 %)       | ANO (32,43 %)       | ANO (32,6 %)        |
| 2.    | ODS (18,18 %)       | VV (14,47 %)        | KSČM (18,01 %)      | ČSSD (15,54 %)      | SPOLU (21,01 %)     |
| 3.    | KDU-ČSL (15,15 %)   | KSČM (13,15 %)      | KDU-ČSL (12,42 %)   | KSČM (10,81 %)      | ČSSD (14,49 %)      |
| účast | 76,74 % (165 z 215) | 76,24 % (154 z 202) | 78,37 % (163 z 208) | 74,50 % (149 z 200) | 74,21 % (141 z 190) |

### Volby do krajského zastupitelstva
|      | 1.                | 2.                | 3.                       | účast               |
| ---- | ----------------- | ----------------- | ------------------------ | ------------------- |
| 2000 | 4KOALICE (25 %)   | KSČM (22,5 %)     | SV (16,25 %)             | 38,97 % (83 z 213)  |
| 2004 | KDU-ČSL (32,92 %) | ODS (19,51 %)     | KSČM (18,29 %)           | 37,96 % (82 z 216)  |
| 2008 | ČSSD (48,73 %)    | KSČM (21,84 %)    | ODS (16,8 %)             | 58,54 % (120 z 205) |
| 2012 | ČSSD (49,63 %)    | KSČM (16,78 %)    | KDU-ČSL (11,67 %)        | 66,99 % (138 z 209) |
| 2016 | ČSSD (54,36 %)    | KDU-ČSL (13,59 %) | KSČM (10,67 %)           | 52 % (104 z 200)    |
| 2020 | ČSSD (25,66 %)    | ANO (18,58 %)     | KDU-ČSL (10,61 %)        | 57,36 % (113 z 197) |
| 2024 | ANO (28,4 %)      | SOCDEM (22,72 %)  | ODS+TOP 09+STO (17,04 %) | 46,84 % (89 z 190)  |

### Prezidentské volby
V prvním kole prezidentských voleb v roce 2013 první místo obsadil Miloš Zeman (49 hlasů), druhé místo obsadil Jiří Dienstbier (34 hlasů) a třetí místo obsadil Jan Fischer (23 hlasů). Volební účast byla 74,64 %, tj. 155 ze 209 oprávněných voličů. V druhém kole prezidentských voleb v roce 2013 první místo obsadil Miloš Zeman (107 hlasů) a druhé místo obsadil Karel Schwarzenberg (37 hlasů). Volební účast byla 70,19 %, tj. 146 ze 208 oprávněných voličů.
V prvním kole prezidentských voleb v roce 2018 první místo obsadil Miloš Zeman (78 hlasů), druhé místo obsadil Jiří Drahoš (33 hlasů) a třetí místo obsadil Marek Hilšer (16 hlasů). Volební účast byla 75,12 %, tj. 151 ze 201 oprávněných voličů. V druhém kole prezidentských voleb v roce 2018 první místo obsadil Miloš Zeman (93 hlasů) a druhé místo obsadil Jiří Drahoš (57 hlasů). Volební účast byla 76,12 %, tj. 153 ze 201 oprávněných voličů.
V prvním kole prezidentských voleb v roce 2023 první místo obsadil Andrej Babiš (58 hlasů), druhé místo obsadil Petr Pavel (29 hlasů) a třetí místo obsadila Danuše Nerudová (21 hlasů). Volební účast byla 77,49 %, tj. 148 ze 191 oprávněných voličů. V druhém kole prezidentských voleb v roce 2023 první místo obsadil Petr Pavel (75 hlasů) a druhé místo obsadil Andrej Babiš (71 hlasů). Volební účast byla 77,72 %, tj. 150 ze 193 oprávněných voličů.

## Pamětihodnosti
- Rozvaliny vladycké tvrze
- Dům čp. 10 se štukovanou výzdobou průčelí (kulturní památka)[30]
- Kříž
- Památník obětem první světové války, památník obětem druhé světové války
- Zvonička
- Novodobá tvrz přestavěná v 21. století z původního panského mlýna[31]

## Osobnosti
- František Navrkal – český interbrigadista